# Franciszek Sakowski
Franciszek Sakowski (ur. 8 maja 1898 w Sokołowie, zm. 29 grudnia 1945 w Haselünne) – kapitan piechoty Wojska Polskiego, działacz niepodległościowy, kawaler Orderu Virtuti Militari.

## Życiorys
Urodził się 8 maja 1898 w Sokołowie, w ówczesnym powiecie kolbuszowskim Królestwa Galicji i Lodomerii, w rodzinie Jana i Heleny z domu Szorc. Ukończył miejscową sześcioklasową szkołę ludową. Od 1 kwietnia 1912 do 10 sierpnia 1914 pracował jako pomocnik kancelaryjny w sokołowskim magistracie. Przed wojną należał do Polskiego Towarzystwa Gimnastycznego „Sokół”. 
13 sierpnia 1914 wstąpił do oddziałów strzeleckich. Do 6 grudnia 1914 służył jako szeregowiec w 4. kompanii III batalionu 1 pułku piechoty Legionów Polskich. Walczył między innymi w kampanii kieleckiej, pod Nowym Korczynem, Laskami i na Podhalu. Ranny pod Limanową 6 grudnia 1914, po czym wzięty do niewoli, uwolniony został podczas dalszych działań i przesunięcia linii frontowej na wschód. 28 lipca 1915 przebywał w Szpitalu Czerwonego Krzyża w Nowym Sączu. Leczył się do 15 marca 1916. Od 16 marca do 28 czerwca 1916, po rekonwalescencji, wykazany w Stacji Zbornej LP w Budapeszcie. Dalszą służbę pełnił w kompanii uzupełniającej w Kozienicach (29 czerwca – 3 lipca 1916). Od 4 lipca do 25 listopada 1916 w 4. kompanii VI baonu 7 pułku piechoty i 1 pp. 1 września 1916 mianowany starszym szeregowcem, a z dniem 18 maja 1917 awansowany na kaprala. Odnotowany następnie w Powiatowym Urzędzie Zaciągu w Wieluniu. Od 26 czerwca do 15 października 1917 służył w 5. kompanii II baonu 1 pp. Następnie od 16 października do 20 listopada 1917 przebywał na froncie włoskim i po trzymiesięcznym pobycie w Lublanie powrócił do służby w Polskim Korpusie Posiłkowym w Bolechowie (do 10 lutego 1918).
W końcowym okresie I wojny światowej organizował i prowadził działalność w Polskiej Organizacji Wojskowej w Sokołowie, zostając komendantem miejscowym tej organizacji. Od 4 grudnia 1918 do 29 kwietnia 1919 dowodził plutonem 2. kompanii 17 pułku piechoty. Na froncie przebywał od 17 stycznia do końca kwietnia 1919. Od 30 kwietnia do 20 maja 1919 był chory na tyfus, a następnie urlopowany. Od 11 marca do 8 maja 1920 był dowódcą plutonu 1. kompanii 17 pp. 
Od 16 stycznia 1921 do września 1939 pełnił służbę w Biurze Kapituły Orderu Virtuti Militari, początkowo przy Kancelarii Cywilnej Naczelnika Państwa, a później w Biurze Inspekcji Generalnego Inspektoratu Sił Zbrojnych na stanowisku pomocnika szefa biura. Obowiązki służbowe łączył z funkcją kierownika Biura Komitetu Krzyża i Medalu Niepodległości.
1 kwietnia 1921 został awansowany na chorążego. 12 stycznia 1923 prezydent RP mianował go podporucznikiem w korpusie oficerów piechoty z równoczesnym wcieleniem z dniem 1 grudnia 1922 do 10 pułku piechoty w Łowiczu. Później został formalnie przeniesiony do rezerwy i jako oficer rezerwy 10 pp zatrzymany w służbie czynnej. 8 stycznia 1924 został zatwierdzony w stopniu podporucznika rezerwy ze starszeństwem z 1 grudnia 1922 i 2. lokatą w korpusie oficerów administracji, dział kancelaryjny. 23 sierpnia 1924 został przemianowany z dniem 1 lipca 1924 na oficera zawodowego w stopniu podporucznika ze starszeństwem z 1 grudnia 1922 i 1. lokatą w korpusie oficerów administracji, w dziale kancelaryjnym. 10 lutego 1925 prezydent RP awansował go z dniem 1 stycznia 1925 na porucznika w korpusie oficerów administracji, dział kancelaryjny, ze starszeństwem z 1 grudnia 1924 i 1. lokatą. 31 października 1925 prezydent RP zatwierdził zmianę jego starszeństwa w liście oficerów zawodowych z 1 grudnia 1924 i 1. lokatą na 1 czerwca 1921 i 3. lokatę. 17 grudnia 1931 prezydent RP nadał mu z dniem 1 stycznia 1932 stopień kapitana w korpusie oficerów piechoty i 63. lokatę.
20 września 1939, po przekroczeniu granicy z Rumunią, został internowany w Târgoviște. Po ucieczce dotarł do Francji i został przydzielony do Stacji Zbornej Oficerów w obozie Carpiagne (franc. Camp de Carpiagne). Po ewakuacji do Anglii był oficerem informacyjnym w 20 i 19 Batalionie Kadrowym Strzelców. 15 października 1943 gen. broni Kazimierz Sosnkowski powołał go na stanowisko sekretarza Kapituły Orderu Wojennego VM. Do śmierci pełnił służbę w Oddziale Ogólnym Sztabu Głównego. Zmarł nagle 29 grudnia 1945 w Haselünne, w Dolnej Saksonii. Został pochowany na tamtejszym cmentarzu katolickim.
Był żonaty z Marią Sidor, z którą miał syna Antoniego ps. „Mietek” (1922–1944), podporucznika piechoty, dowódcę plutonu 1. kompanii Batalionu „Parasol”.

## Ordery i odznaczenia
- Krzyż Srebrny Orderu Wojskowego Virtuti Militari nr 5776 – 4 października 1922[20][21][22][23]
- Krzyż Niepodległości – 6 czerwca 1931 „za pracę w dziele odzyskania niepodległości”[24][25]
- Krzyż Kawalerski Orderu Odrodzenia Polski – 10 listopada 1938 „za zasługi na polu pracy społecznej”[26][27]
- Krzyż Walecznych czterokrotnie[28][29]
- Srebrny Krzyż Zasługi – 10 listopada 1928)[30][31]
- Odznaka Pamiątkowa Generalnego Inspektora Sił Zbrojnych – 12 maja 1936